# كيندال كارلي براون
كيندال كارلي براون (بالإنجليزية: Kendall Carly Browne)‏ هي ممثلة أمريكية، ولدت في 31 مايو 1918 في بنسيلفانيا في الولايات المتحدة، وتوفيت في 26 يناير 2018 في مقاطعة ريفيرسايد في الولايات المتحدة.

## وصلات خارجية
- كيندال كارلي براون على موقع IMDb (الإنجليزية)